# پرستن (واشینگتن)
پرستن (به انگلیسی: Preston) یک منطقهٔ مسکونی در ایالات متحده آمریکا است که در شهرستان کینگ، واشینگتن واقع شده‌است. پرستن ۱۳۱٫۰۷ متر بالاتر از سطح دریا واقع شده‌است.